# Devedesete
Devedesete je deseti studijski album novosadskega kantavtorja Đorđeta Balaševića.
Album, izdan leta 2000, se ukvarja z dogajanjem v Srbiji konec 1990. let in je Balaševićev najbolj političen album. V naslovni pesmi »Devedesete« je z gnusom primerjal 1990. leta s prejšnjimi časi, pesem »Živeti slobodno« je posvetil študentskemu gibanju Otpor!, medtem ko je v pesmi »Plava balada« obsodil policiste, ki so s spopadi proti demonstrantom branili politični sistem. S pesmijo »Lege'da o Gedi Gluperdi« se je odkrito norčeval iz Slobodana Miloševića. Pesem »Sevdalinka« je posvetil prijateljem, ki so izgubili življenje med vojno v Bosni in Hercegovini, »Dok gori nebo nad Novim Sadom« pa govori o Natovem bombardiranju Novega Sada leta 1999.

## Album
Album je bil posnet v Mariboru in Beogradu. Del snemanja je bil prekinjen zaradi Natovega bombardiranja leta 1999, bil pa je tudi med tistimi pevci, ki so zapeli pred Narodnim gledališčem v Beogradu.
Pesem Živet slobodno je bila razglašena za neuradno himno odporniškega gibanja. Navdih za pesem je bila pesem Živjeti slobodno skupine Time, ki govori o zaporniških dneh Dade Topića zaradi zavračanja.

## Seznam skladb
| Št.             | Naslov                          | Pisec           | Dolžina |
| --------------- | ------------------------------- | --------------- | ------- |
| 1.              | „Devedesete‟                    | Đ. Balašević    | 5:50    |
| 2.              | „Živeti slobodno...‟            | Đ. Balašević    | 5:20    |
| 3.              | „Balkanski tango‟               | Đ. Balašević    | 6:25    |
| 4.              | „Plava balada‟                  | Đ. Balašević    | 5:35    |
| 5.              | „Stih na asfaltu‟               | Đ. Balašević    | 4:09    |
| 6.              | „Lege'da o Gedi Gluperdi‟       | Đ. Balašević    | 6:54    |
| 7.              | „Sevdalinka‟                    | Đ. Balašević    | 5:56    |
| 8.              | „Kao talas...‟                  | Đ. Balašević    | 4:45    |
| 9.              | „Nedostaje mi naša ljubav...‟   | Đ. Balašević    | 3:45    |
| 10.             | „Naopaka bajka‟                 | Đ. Balašević    | 7:00    |
| 11.             | „Dok gori nebo nad Novim Sadom‟ | Đ. Balašević    | 6:05    |
| 12.             | „Mrtvi...‟                      | Đ. Balašević    | 5:02    |
| Skupna dolžina: | Skupna dolžina:                 | Skupna dolžina: | 66:46   |

## Zasedba
- Đorđe Balašević – vokal
- Aleksandar Dujin – klavir
- Dušan Bezuha – kitara
- Aleksandar Kravić – bas kitara
- Petar Radmilović – bobni
- Đorđe Petrović – klaviatura
- Gabor Bunford – klarinet, saksofon
- Josip Kovač – saksofon, violina